# Mephisto (tanque)

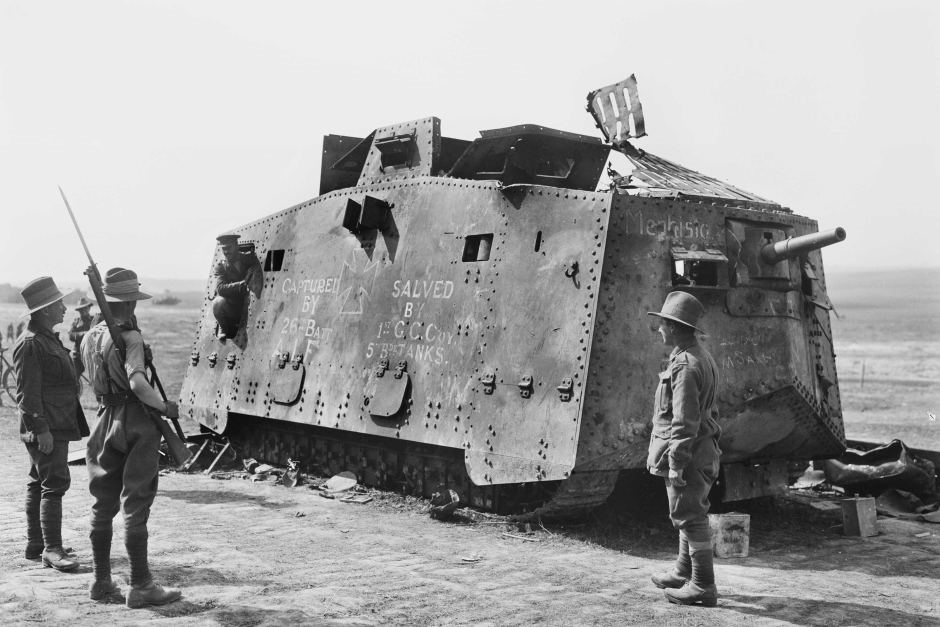
Mephisto después de recuperarse del campo de batalla.

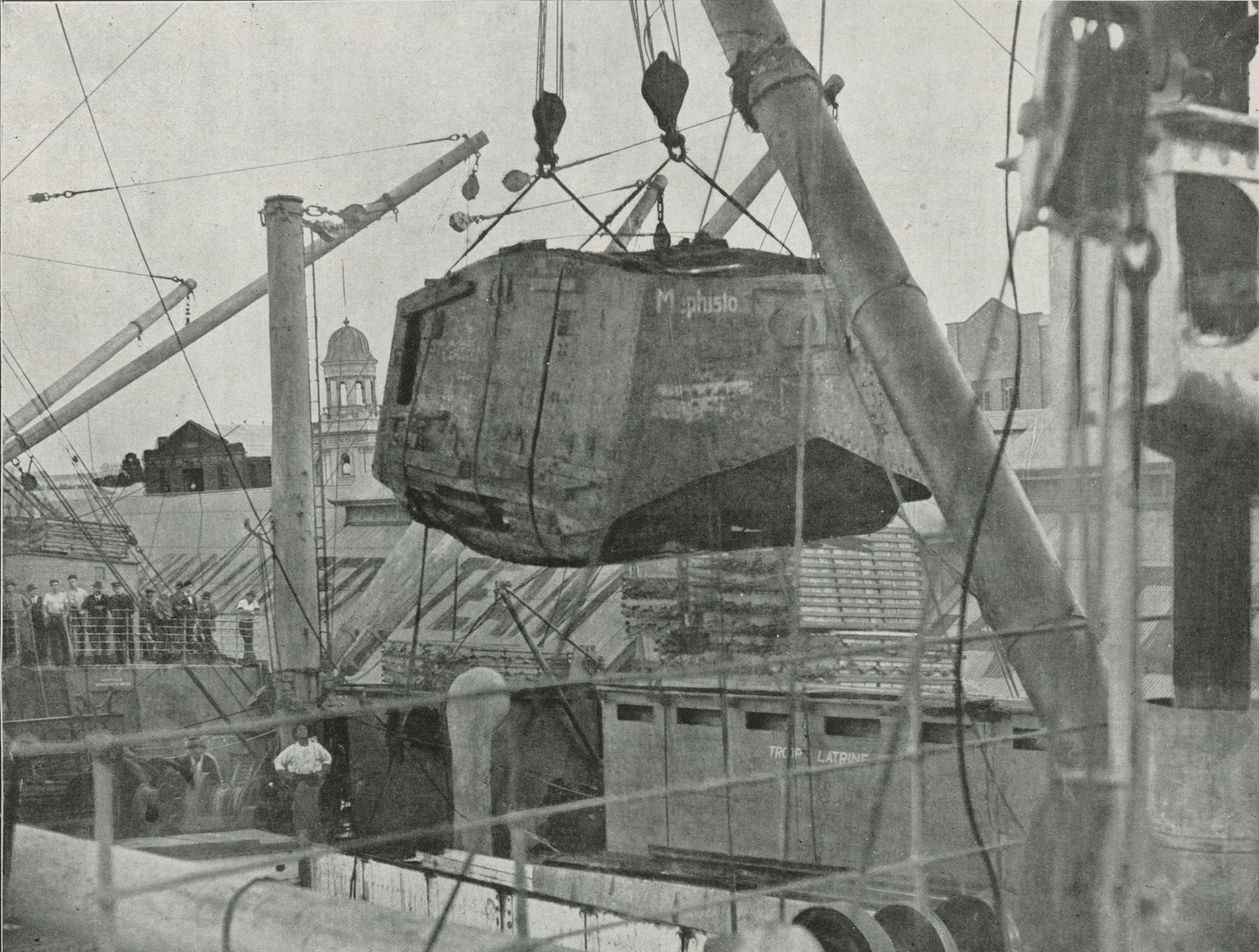
14 de junio de 1919, el tanque Mephisto descarga del SS Armagh en Brisbane

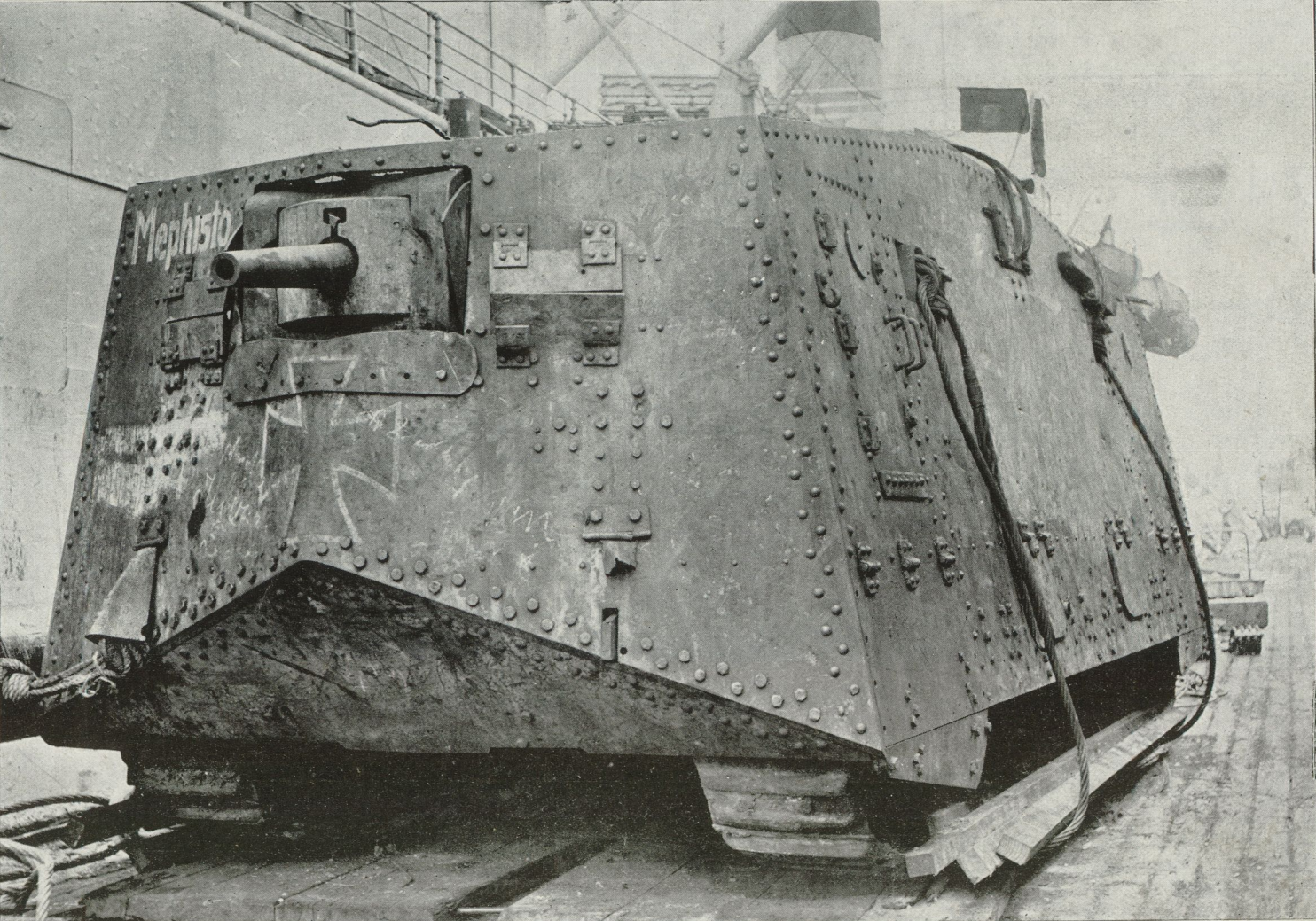
El tanque Mephisto desembarca en Brisbane

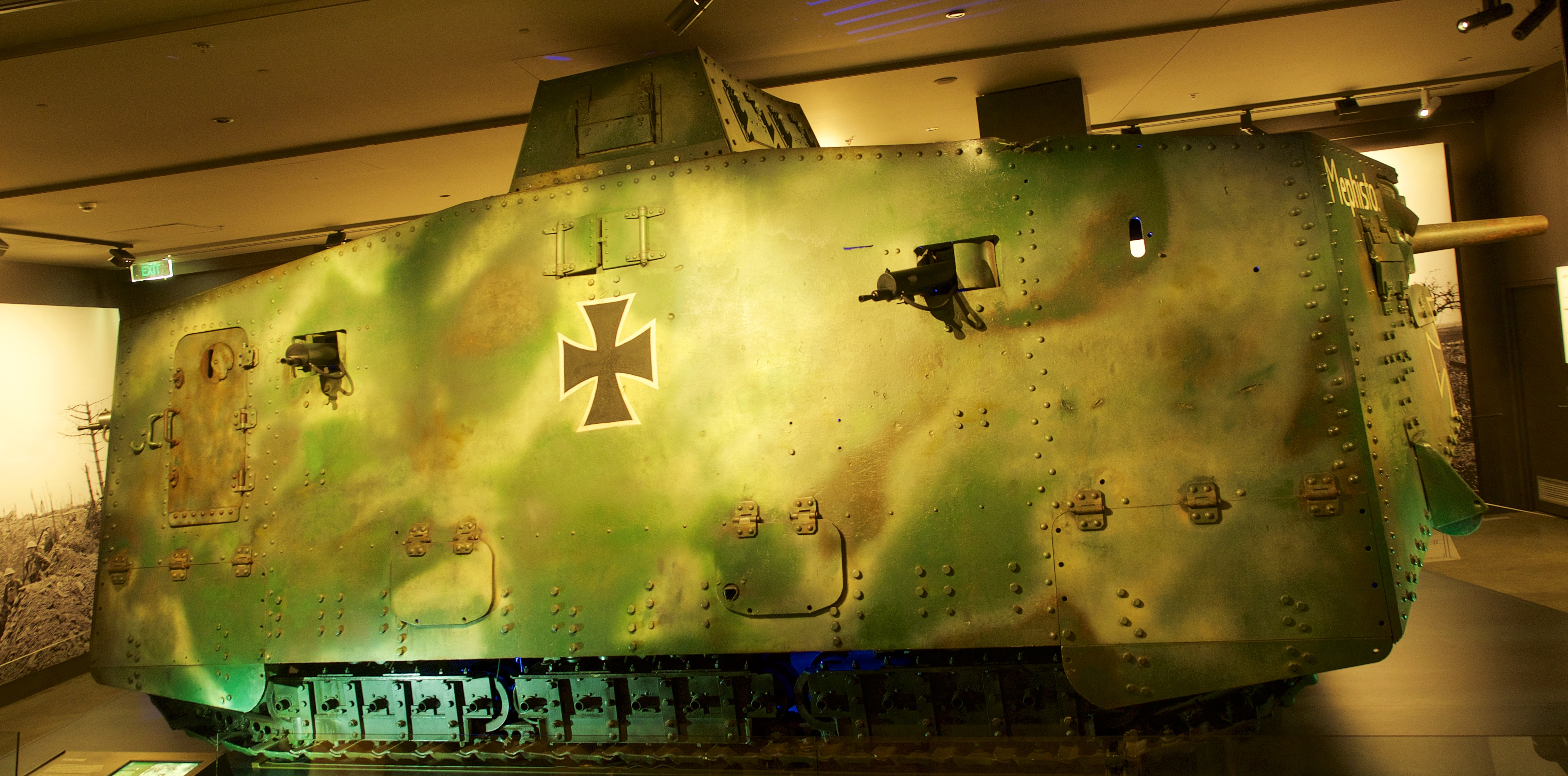
"Mephisto" en exhibición en el Memorial de Guerra Australiano, julio de 2015.

Mephisto es un tanque alemán de la Primera Guerra Mundial, el único ejemplar superviviente de un A7V. En abril de 1918, durante un ataque alemán en Villers-Bretonneux en el frente occidental, quedó atrapado en un agujero de obús y fue abandonado por su tripulación. Fue recuperado por las tropas aliadas unos tres meses después y, después de la guerra, llevado a Australia como trofeo. Mephisto se encuentra en el Queensland Museum, en Brisbane, en la Anzac Legacy Gallery. No está en funcionamiento.

## Antecedentes

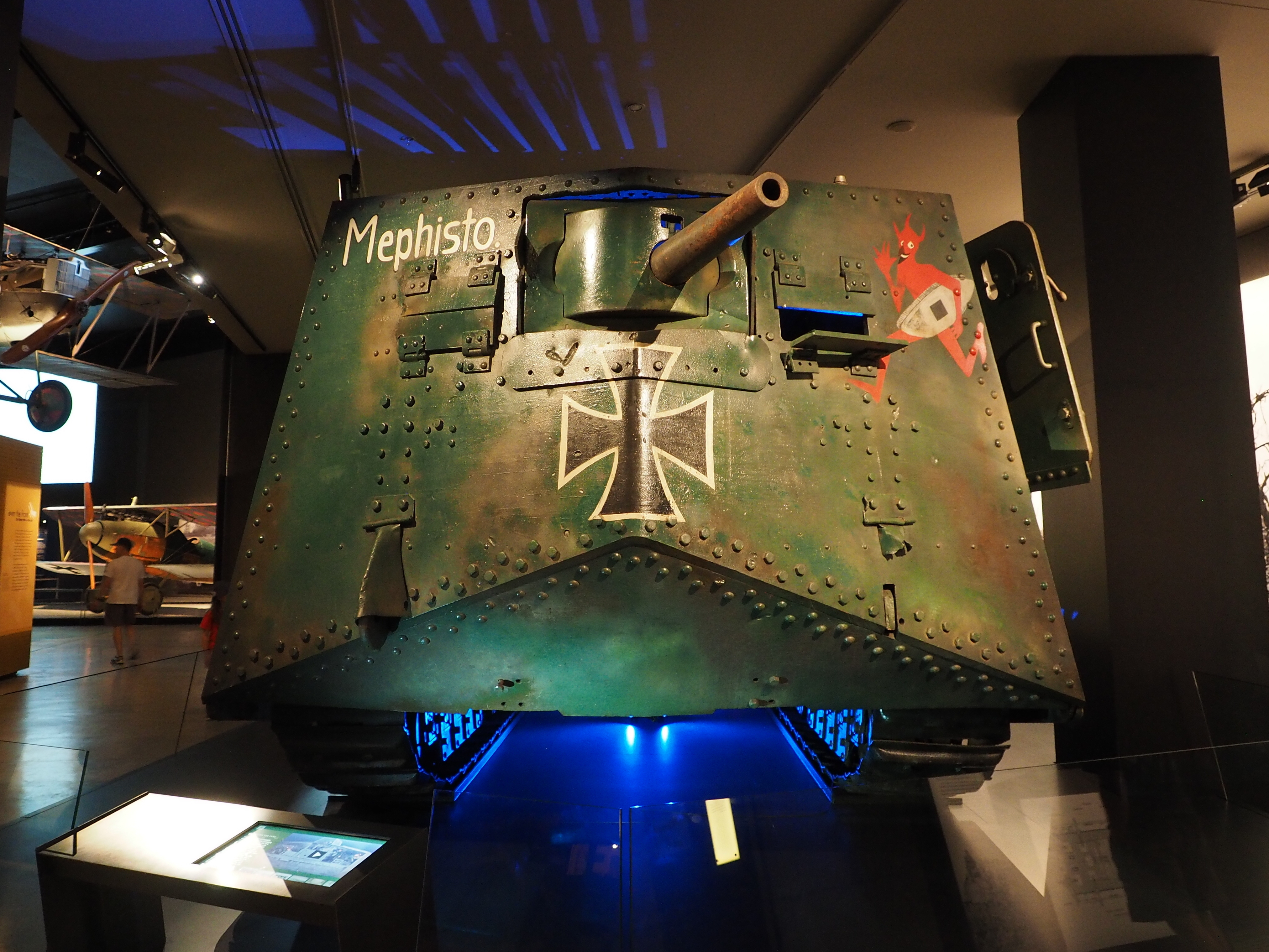
El frente de "Mephisto"

El vehículo se entregó al ejército a fines de diciembre de 1917 o principios de enero de 1918, y se le asignó el número de vehículo 506.
El 21 de marzo participó, junto con otros 4 A7V y 5 tanques británicos capturados, en un ataque moderadamente exitoso en Curgies, al noreste de San Quintín.
Luego fue llevado al taller de tanques alemán cerca de Charleroi, para reparaciones menores y repintado, y fue reeditado a mediados de abril. Su nuevo comandante era el teniente Heinz Theunissen. En ese momento se había puesto de moda nombrar los A7V en honor a figuras de la historia o la mitología alemana, y se cree que Theunissen eligió el nombre de Mephisto, un demonio del folclore alemán. El nombre estaba pintado en la armadura delantera y trasera. También se pintó una figura en la armadura delantera que representa a un demonio rojo corriendo con parte de un tanque británico bajo el brazo.

Mientras tanto, el alto mando alemán estaba planeando un ataque a Villers-Bretonneux, con la esperanza de capturar la ciudad y la colina al norte para que su artillería pudiera dominar el importante cruce de carreteras y ferrocarriles de Amiens, a unos 20 kilómetros al oeste. Después de varios días de reconocimiento se decidió que el terreno era apto para tanques y se asignaron quince A7V al asalto. El terreno era firme, con una pendiente suave y relativamente libre de cráteres de proyectiles, y las defensas aliadas eran comparativamente débiles.
En la noche del 21 de abril, catorce de los vehículos (uno se negó a arrancar) fueron cargados en trenes y llevados por ferrocarril a Guillaucourt, descargados y escondidos a poca distancia cerca del pueblo de Wiencourt-l'Équipée, a unos 4 km de las trincheras alemanas. Luego se averió un segundo A7V, lo que dejó trece disponibles para el ataque. A las 3.45 a. m. del día 24, se trasladaron al pueblo de Marcelcave para repostar. Se asignó una patrulla de infantería de 6 hombres a cada tanque, para que actuara como reconocimiento, y toda la fuerza tomó su posición inicial cerca de la Línea en preparación para el ataque a las 6 a. m.

## La batalla y el contraataque
Los tanques alemanes se dividieron en 3 grupos, cada uno con un conjunto de objetivos. Mephisto formaba parte del grupo intermedio, y avanzó con la vía férrea a su derecha, hacia su objetivo, el Bois d'Aquennes, al oeste de la ciudad, como parte del cerco previsto. El primer contacto con las tropas aliadas se produjo cuando el grupo de Mephisto se acercó a un asentamiento llamado Allies Monument Farm (nombre francés Ferme de la Couture). El grupo avanzó por un huerto frente a la masía, obligando a las tropas británicas a retirarse, pero Mephisto sufrió un atasco de combustible y tuvo que detenerse, mientras los demás tanques continuaban hacia su objetivo. Theunissen y parte de su tripulación avanzaron a pie para ayudar con el ataque a la granja, pero regresaron cuando Mephisto había sido reparado. Ahora estaban algo detrás de los otros tanques, por lo que Theunissen partió en su persecución. Sin embargo, poco después, un proyectil aterrizó inmediatamente frente al tanque, creando un gran cráter. El tanque se hundió y se atascó. La tripulación no tuvo más remedio que abandonar el vehículo.
Sin embargo, la operación había sido un éxito y la ciudad había sido capturada. Otros dos A7V (Elfriede y Nixe) se habían perdido, y una vez que la infantería había asegurado el territorio capturado, los tanques restantes regresaron a Marcelcave.
El contraataque comenzó casi de inmediato, y durante la noche del 24 las tropas aliadas comenzaron a retomar el territorio perdido. El A7V Elfriede se había volcado pero seguía funcionando y más tarde fue recuperado por tropas francesas y británicas, el primer A7V capturado. Un equipo de demolición alemán había volado al Nixe para evitar que los aliados lo usaran.
Al día siguiente, los ataques aliados continuaron y los alemanes se retiraron hacia el sureste en un intento de evitar el cerco. A primera hora de la mañana del día 26, las líneas habían regresado casi a sus posiciones anteriores, pero el huerto de Monument Farm seguía en manos alemanas, con Mephisto, sin que los aliados lo supieran, todavía inmovilizado pero intacto en el cráter.

## Recuperación desde el campo de batalla
El frente entre los dos ejércitos era ahora una serie de "puestos de avanzada" conectados en lugar de las continuas trincheras profundas paralelas que habían sido una característica de los primeros años de la guerra. En las semanas posteriores a la batalla por Villers-Bretonneux, las unidades de la Fuerza Imperial Australiana comenzaron una serie de incursiones pequeñas, a menudo improvisadas, en los puestos de avanzada enemigos, rodeándolos y ocupándolos y matando o haciendo prisioneros a los ocupantes. El efecto fue hacer retroceder gradualmente la línea del frente alemana. Durante una de estas excursiones, el 9 de julio, hombres del 28 ° Batallón en Monument Wood se encontraron con Mephisto, pero tuvieron que retirarse después de estar bajo el fuego enemigo. En la noche del 13, el 26 Batallón se hizo cargo de la sección del frente y pronto completó la ocupación del bosque. En el Diario del 26 Batallón del 14 de julio, el Teniente H.F. Pearson informó que "durante el ataque, el Batallón capturó el tanque alemán abandonado No. 506 Mephisto".
El comandante del 26 Batallón, el teniente coronel James Robinson, decidió que el tanque debía adquirirse como trofeo. Con la aprobación del general Evan Wisdom (al mando de la 7.ª Brigada, de la que formaba parte el 26.º batallón), se puso en contacto con el Mayor Harrington del Cuerpo de Tanques y con los oficiales de artillería. En la noche del 15, Pearson llevó a tres oficiales de la 1.ª Compañía Británica de Gun Carrier a inspeccionar el vehículo y evaluar la viabilidad de recuperarlo. Decidieron que era posible, pero peligroso debido a la proximidad de las posiciones alemanas. Por lo tanto, el 17 ° 26 Batallón empujó su línea más hacia adelante. El día 19, fueron relevados por el batallón 23, quien, a su vez, continuó empujando a los alemanes aún más atrás. Se planificó un operativo de recuperación para la noche del 22 de julio, y los días 20 y 21, grupos de trabajo de hombres del Batallón 26 despejaron una ruta para los vehículos.
En la noche del 22, dos vehículos de la 1st Gun Carrier Company (se ha debatido si los vehículos utilizados eran tanques Mark IV o Gun Carriers: la opinión informada es ahora que eran estos últimos), con un detalle de 23 hombres , partiendo de Villers-Bretonneux, hacia Monument Wood. Fueron acompañados por 13 hombres del 26 Batallón. Para cubrir el ruido de la operación, un avión voló a baja altura y la artillería aliada llevó a cabo bombardeos esporádicos. Los alemanes lanzaron un bombardeo de proyectiles de gas aparentemente planeado de antemano, lo que obligó al grupo de recuperación a usar sus máscaras de gas.
Se conectó un cable de acero al tanque y el vehículo fue remolcado unos 4 kilómetros (2,5 millas) hacia el oeste hasta la cubierta temporal del Bois d'Aquennes. El grupo de recuperación ocultó el rastro y colocó uno falso para engañar a los observadores de aviones alemanes. Desde allí, Mephisto fue trasladado por etapas al campo de entrenamiento de la 5.ª Brigada de Tanques en Vaux-en-Amiénois.
En Vaux generó mucho interés entre las tropas. El vehículo estaba cubierto de grafitis y, según el teniente coronel Robinson, "el batallón se puso a trabajar y pintó (en el lado del tanque) una muy buena ilustración del león británico con su pata en un tanque alemán". En el otro lado estaban pintadas: la insignia del Sol Naciente del Ejército Australiano, las palabras "Capturado por el 26 ° Batt, A.I.F." y la insignia del batallón; y "Salved by 1st G.C. Coy (Gun Carrier Company) 5th Bn. Tanks" junto con la insignia del quinto batallón. Muchos soldados escribieron su nombre y, a veces, su regimiento o batallón en el casco. Con el paso de los años, todos estos adornos desaparecieron, pero se pueden ver en fotografías contemporáneas. Varias partes del tanque se tomaron como recuerdo.

## Transporte a Australia
En octubre de 1918, Mephisto se trasladó la corta distancia a Poulainville, donde había un apartadero de ferrocarril. Desde allí fue transportado por ferrocarril a la Escuela de Artillería del Cuerpo de Tanques en Merlimont y luego enviado desde Dunkerque a Londres. Se plantearon propuestas para que se exhibiera como un trofeo de guerra en Australia, y el 2 de abril de 1919 se cargó en el SS Armagh en Tilbury.
Mientras el Armagh estaba en el mar, el destino final de Mephisto se convirtió en tema de rivalidad. Según Robinson, "En primer lugar, las autoridades imperiales lo reclamaron, luego la gente de Melbourne lo quería para su ciudad. Finalmente, en gran parte debido a los arduos e incesantes esfuerzos del Agente General de Queensland (Sir Thomas Robinson) y el General E. Wisdom CB, CMG, DSO " se decidió entregar a Mephisto a Brisbane.

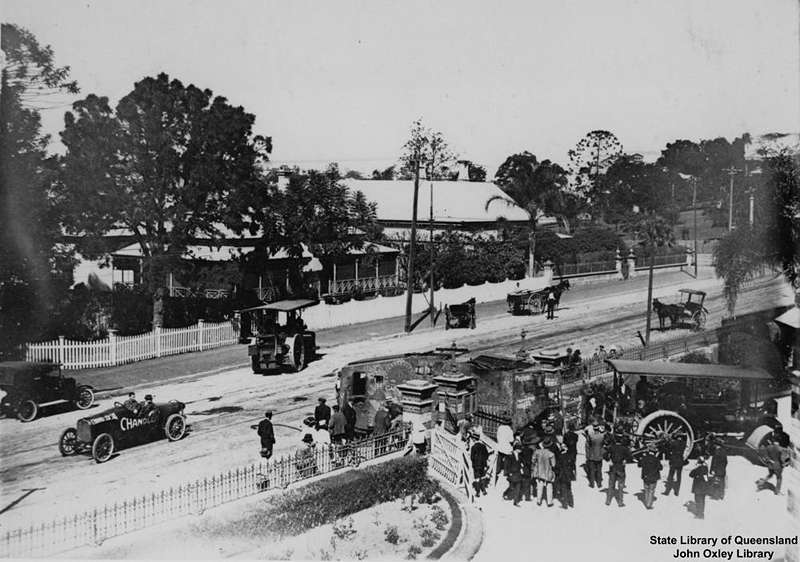
Mephisto siendo arrastrado al Queensland Museum por dos apisonadoras en 1919

Llegó el 6 de junio de 1919 a Norman Wharf (cerca de la intersección de Creek Street y Eagle Street, aproximadamente donde se encuentra hoy el muelle del ferry Eagle Street Pier) en el río Brisbane. El 22 de agosto de 1919, dos aplanadoras del Consejo Municipal de Brisbane sacaron a Mephisto (que viajaba sobre sus propias orugas) desde el muelle hasta el Queensland Museum (luego en el Old Museum Building en Bowen Hills), un viaje de menos de 2 millas que tomó 11 horas.

## Exhibición
Ya en septiembre de 1920, el Brisbane Courier se quejó en un editorial sobre la posición expuesta de Mephisto y el deterioro de su condición causado por el clima, especialmente la eliminación de las inscripciones en el casco, "que, para algunos, son sagradas". El Queensland Museum cambió de ubicación varias veces y se construyeron varios refugios para ofrecer cierta protección contra la lluvia. En 1986, el museo se trasladó al Centro Cultural de Queensland, donde Mephisto se trasladó al interior y, más tarde, se puso detrás de un vidrio en un ambiente de temperatura controlada que lo protegía del público.

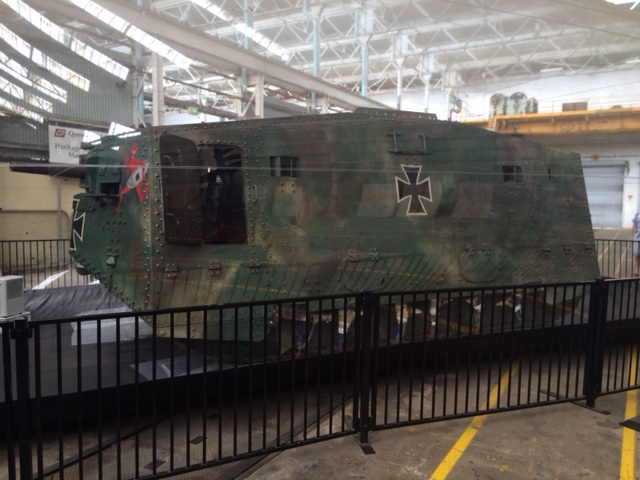
A7V Mephisto en exhibición en el Workshops Rail Museum en Ipswich, Queensland, 2014

El vehículo se sumergió parcialmente durante las inundaciones de Brisbane de 2011 y se llevó al Workshops Rail Museum en North Ipswich para una restauración exhaustiva. En junio de 2015, fue transportado al Memorial de Guerra Australiano en Canberra, para participar en las conmemoraciones del centenario de la Primera Guerra Mundial, y en febrero de 2018 fue devuelto al Museo de Queensland, donde ahora se encuentra en exhibición permanente en la Anzac Legacy Gallery.

## Los nombres de los soldados visibles en el tanque

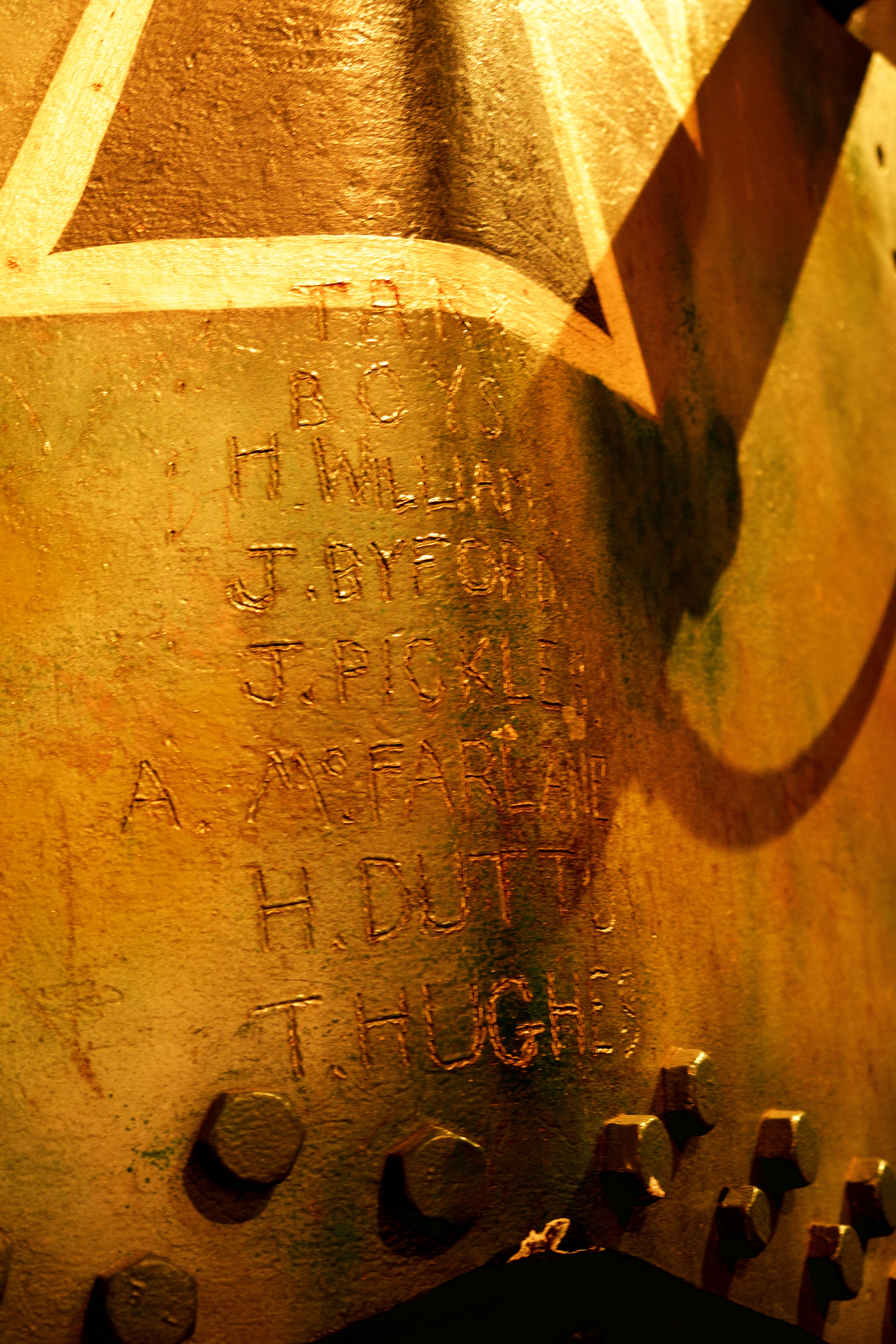
Los nombres de los soldados grabados en la armadura trasera de Mephisto.

Todos los nombres de los hombres escritos con tiza o pintura han sido borrados durante mucho tiempo por los elementos o durante el repintado, pero todavía son visibles trece nombres grabados en el casco con un cincel o un punzón. En el centro de la cara trasera del tanque, bajo la inscripción "Tank Boys", están los nombres de seis hombres: H. Williams, J. Byford, J. Pickles, A. McFarlane, H. Dutton y T. Hughes. Estos no son los nombres de los hombres del 26.º Batallón que participaron en la recuperación; ninguno de esos nombres se puede encontrar en los registros del Batallón entre julio y noviembre de 1918. Sin embargo, se sabe que los seis de esos nombres se pueden encontrar en la fuerza del Cuerpo de Tanques en la última parte de 1918.
Hay dos nombres más en el blindaje trasero: A. Wallace y "TJR"; tres en el lado izquierdo: E. (o L.) E. Smith, H. Scaddon (probablemente Scaddan) y Sonny Arundell; y en el frente, D. Mason y R. Aldrich. De esos siete, se sabe que cuatro han sido trabajadores ferroviarios de un tipo u otro en la vida civil, y que han prestado servicio en la 5th Australian Broad Gauge Railway Operating Company (ABGROC) en Bélgica y Francia.

## Réplica
Una réplica del A7V llamada "Wotan" pero modelada sustancialmente en "Mephisto" fue construida en Alemania en 1988 y está en exhibición en el Museo Alemán de Tanques en Munster.

## En la cultura popular
En 2014, Stephen Dando-Collins publicó Tank Boys, un libro sobre la batalla de Villers-Bretonneux y el destino de Mephisto. Los protagonistas son tres soldados menores de edad, dos australianos y un alemán. Booktopia recomienda el libro como apto para niños de 10 a 12 años, y el Consejo del Libro Infantil de Australia lo revisó favorablemente. El trabajo contiene una pequeña cantidad de errores históricos y técnicos.
Mephisto aparece como una revisión visual (skin) en el juego de disparos en primera persona de 2016 Battlefield 1.
La banda de Black Metal 1914, de Lviv, Ucrania, lanzó una canción dedicada a la máquina de guerra y su equipo en su álbum de 2018 The Blind Leading The Blind.